# شامقلوی سفلی

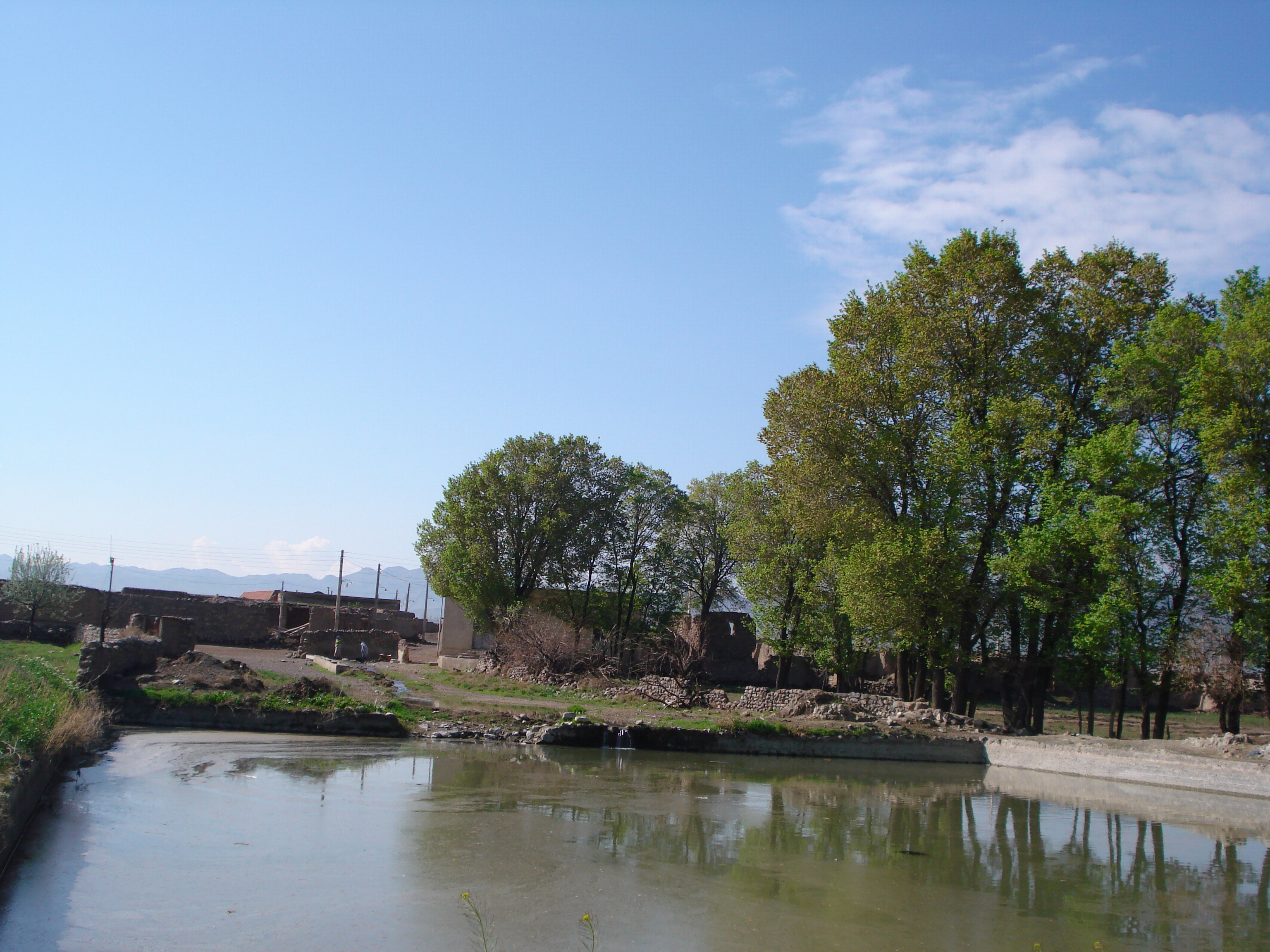
روستای شامقلوی سفلی

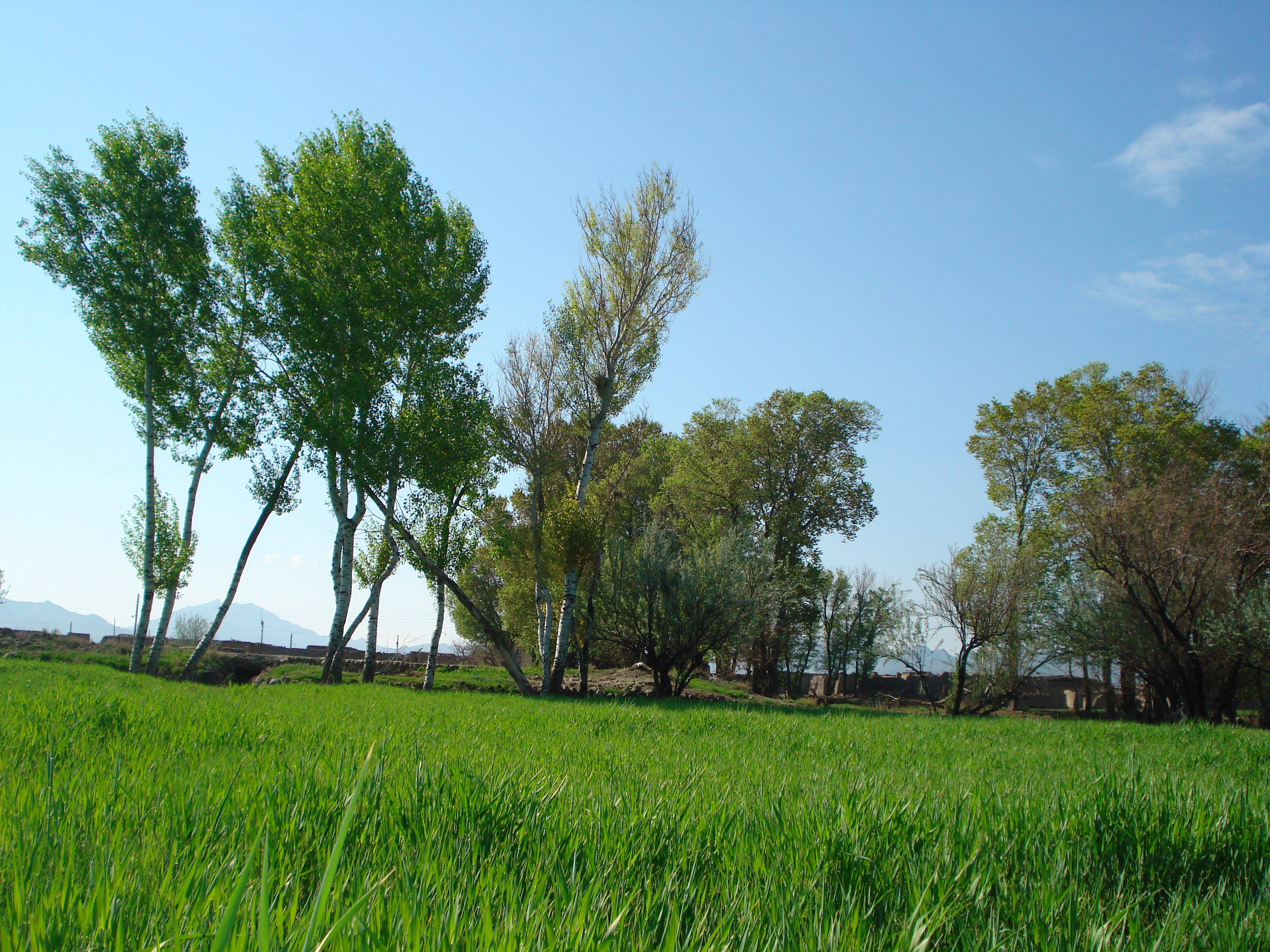
روستای شامقلوی سفلی- گول آلتی

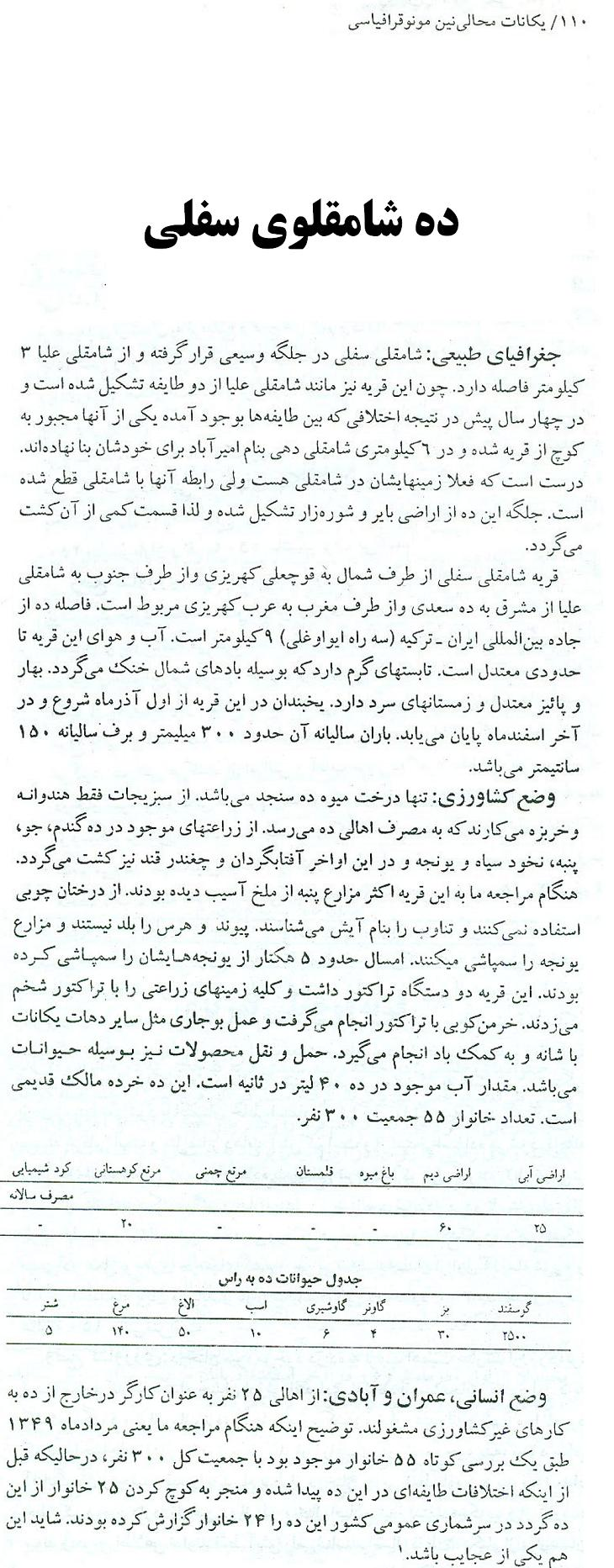
اطلاعات نوشته شده دربارهٔ روستای شامقلوی سفلی توسط میرهدایت حصاری در کتاب "سیری در فولکلور آذربایجان ب‍راس‍اس م‍ن‍وگ‍راف‍ی م‍ن‍طق‍ه ی‍ک‍ان‍ات " از انتشارات تابان شهریور

شامقلوی سفلییا شامقلی سفلی یکی از روستاهای استان آذربایجان شرقی است که در دهستان یکانات بخش یامچی شهرستان مرند واقع شده‌است. بیشتر ساکنان آن بدلایل مختلف از روستا مهاجرت کرده‌اند. بسیاری از اهالی این روستا به ترتیب در شهرهای شیراز، ارومیه، تبریز، خوی و مرند ساکن هستند.
این روستا دارای دو کهریز در سمت غرب خود می‌باشد ۱- حاجی تغی کهریزی، زمین‌های پای این کهریز به کشت یونجه و گندم اختصاص داده شده است، ۲_قانلی کهریز، اکنون این کهریز به دلیل لای روبی نشدن کم‌آب شده، و زمین‌های پای این کهریز به کشت. دیم اختصاص داده می‌شود